# Zasada Samostanowienia
Zasada Samostanowienia – dokument wydany 31 marca 1948 roku przez duński parlament, ustanawiający status Wysp Owczych jako terytorium zależnego w obrębie Królestwa Danii.
Podzielony jest na dwie, najważniejsze części: pierwsza, główna zawiera 16 sekcji opisujących zasady współzależności dwóch organizmów państwowych, w drugiej zawierają się uprawnienia władz Wysp. Postanowienia dokumentu zostały wprowadzone w życie z początkiem kwietnia 1948 roku, dzień po ich uchwaleniu.

## Postanowienia
- Wyspy Owcze od tamtej pory miały być państwem samorządowym wchodzącym w skład Królestwa Duńskiego, posiadającym własny parlament, zwany Føroya Løgting i odpowiedzialny przed nim rząd, Landsstýrið.
- Parlament Wysp Owczych posiadł pełnię prawa ustawodawczego i wykonawczego na archipelagu. Akty prawne, które przeszły pomyślnie głosowanie w sejmie i zostały zatwierdzone przez premiera mogą od tamtej pory nosić miano ustaw.
- Parlament Wysp Owczych został zobligowany do przestrzegania prawa międzynarodowego.